# Orion (satellit)

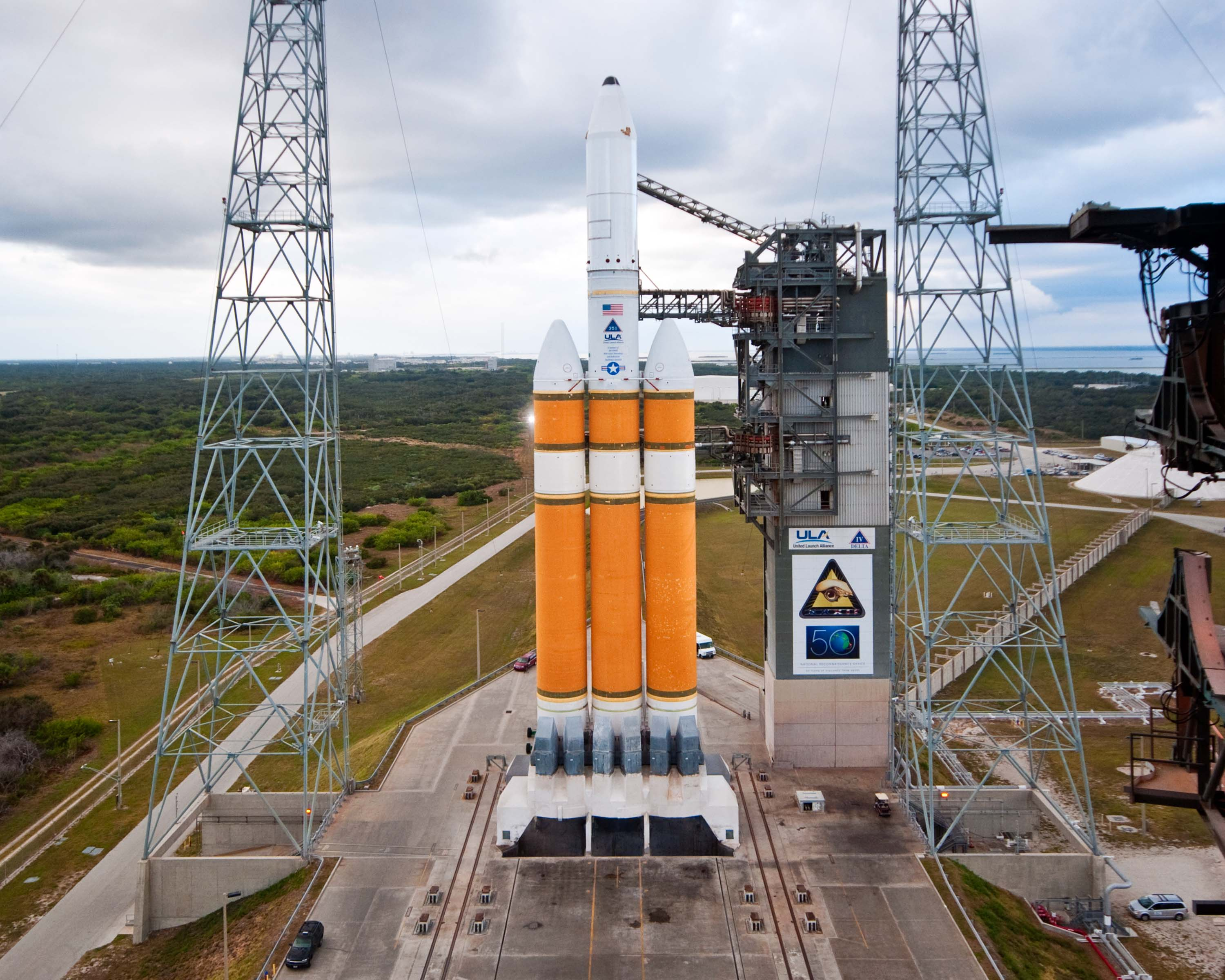
USA-223 (NROL-32), den femte "Orion"-satelliten, på en Delta IV-raket

Orion, även känd som Mentor eller Advanced Orion, är en amerikansk spionsatellitklass för signalspaning från rymden. Satelliterna opereras av National Reconnaissance Office (NRO) och togs fram i samarbete med Central Intelligence Agency (CIA). Sedan 1995 har åtta satelliter sänts upp från Cape Canaveral AFS med hjälp av Titan IV- och Delta IV-raketer.
Satelliterna samlar in radiosignaler från geostationära omloppsbanor och ersatte de tidigare Magnum-satelliterna. Satelliterna uppskattas väga omkring 5200 kilo och har mycket stora reflektorskivor, uppskattningsvis över 100 meter i diameter.
NRO L-32, som är den femte satelliten i serien, var vid uppskjutning "den största satelliten i världen" enligt NRO:s dåvarande chef Bruce A. Carlson. Satelliternas uppdrag och kapacitet är strängt hemligstämplade. Det är inte känt vilka företag som har tillverkat dem.

## Satelliter
| Namn    | COSPAR-ID SATCAT-nummer | Uppskjutningsdag (UTC)    | Rakettyp       | Plats         | Beteckning       | Longitud                        |
| ------- | ----------------------- | ------------------------- | -------------- | ------------- | ---------------- | ------------------------------- |
| USA-110 | 1995-022A               | 14 maj 1995 13:45:01      | Titan IV(401)A | CCAFS LC-40   | Inte tillgänglig | 127°Ö                           |
| USA-139 | 1998-029A               | 9 maj 1998 01:38:01       | Titan IV(401)B | CCAFS SLC-40  | NROL-6           | 44°Ö (1998–2009) 14.5°V (2009—) |
| USA-171 | 2003-041A               | 9 september 2003 04:29:00 | Titan IV(401)B | CCAFS SLC-40  | NROL-19          | 95.5°Ö                          |
| USA-202 | 2009-001A               | 18 januari 2009 02:47     | Delta IV Heavy | CCAFS SLC-37B | NROL-26          | 44°Ö                            |
| USA-223 | 2010-063A               | 21 november 2010 22:58:00 | Delta IV Heavy | CCAFS SLC-37B | NROL-32          | 100.9°Ö                         |
| USA-237 | 2012-034A               | 29 juni 2012 13:15        | Delta IV Heavy | CCAFS SLC-37B | NROL-15          | 89.21°Ö                         |
| USA-268 | 2016-036A               | 11 juni 2016 17:51        | Delta IV Heavy | CCAFS SLC-37B | NROL-37          | 104.18°Ö                        |
| USA-311 | 2020-095A               | 11 december 2020 01:09    | Delta IV Heavy | CCAFS SLC-37B | NROL-44          | 51°Ö                            |